# 服部伸
服部 伸（はっとり しん、本名：服部 辰次郎（はっとり たつじろう）、1880年6月2日 - 1974年12月4日）は、講談師である。

## 人物
初めは浪曲師として啖呵で人気を博したが、後に節の声が出なくなり、会話に優れた芸（浪曲でいう「啖呵」）を生かして講談師に転じた。90歳を過ぎても高座にあがり続けた。その実直な人柄で愛され、浪曲史に多くの貴重な証言を残している。浪曲時代の得意演目には「は組小町」「関の弥太ッぺ」「一本刀土俵入」「大石東下り」がある。

## 略歴
- 1880年6月 - 東京浅草に生れる。父は俥屋を営んでいた。
- 7、8歳の時に親に連れられて初めて浅草北新町の「長玉亭」という浪曲の寄席に行く。
- 1892年 - 12歳で浪花節語りの浪花亭駒吉に入門し浪曲師となり、浪花亭小吉を名乗る。

- 1893年 - 「長玉亭」で初舞台。若い頃にはまだヒラキで浪花節を語っていたこともあるという[1]。
- 18歳の時、浪花亭駒子で真打昇進。
- 1903年5月 - 関東浪曲界を二つに割った「浅草組」「神田組」の争いの絡みから、一心亭辰雄（いっしんてい たつお）と改名する。「自由演芸会」を伊藤痴遊らと発足。浅草・新恵比寿亭を本拠とする。「節の奈良丸、啖呵の辰雄、声のいいのが雲右衛門」、と並び称せらる大看板となる。
- 1936年 - 作家の長谷川伸から一字名を貰い、服部伸の名で講談へ転向。
- 1961年
  - 「大石東下り」で芸術祭賞を受賞。
  - 勲五等双光旭日章を受章。
- 1973年 - 講談協会が二団体に分裂し高齢のため引退。
- 1974年12月14日 - 死去。墓所は台東区潮江院。

## 参考資料
- 三好貢『浪花節一代』朋文社、1957。JP:58000659。半分は服部伸の浪曲師時代の芸談である。